# Divisione di Burdwan
La divisione di Burdwan è una divisione dello stato federato indiano del Bengala Occidentale, di 30 337 819 abitanti. Il suo capoluogo è Burdwan.
La divisione di Burdwan comprende i distretti di Bankura, Bardhaman, Birbhum, Hooghly, Midnapore Est, Midnapore Ovest e Purulia.